# NGC 5286
NGC 5286 (také známá jako Caldwell 84) je kulová hvězdokupa vzdálená 38 170 světelných let v souhvězdí Kentaura o hodnotě magnitudy 7,4. Objevil ji skotský astronom James Dunlop 29. dubna 1826 při svém pobytu v Parramatta v Novém Jižním Walesu v Austrálii. Na obloze se nachází v západní části souhvězdí, 2 stupně severovýchodně od hvězdy Epsilon Centauri s magnitudou 2,3 a pouhé 4' severozápadně od pouhým okem viditelné hvězdy M Centauri s magnitudou 4,6. 
Její odhadované stáří je 12,54 miliard let
a hmotnost 7,1 × 105 {\displaystyle M_{\odot }}
Velká vzdálenost hvězdokupy od Země způsobuje mezihvězdné zčervenání mezihvězdným plynem a prachem o hodnotu E(B – V) = 0,24 magnitudy v UBV systému. Nachází se ve vzdálenosti kolem 29 000 světelných let od jádra Galaxie a v současnosti se tedy nachází v galaktickém halu. NGC 5286 patří mezi nejstarší kulové hvězdokupy v Galaxii. Nemá přesně kulový tvar, její zploštění má hodnotu 0,12.
Rozptyl rychlostí hvězd v centru hvězdokupy je 8.1 ± 1.0 km/s. Na základě pohybu těchto hvězd se předpokládá, že v jádru hvězdokupy sídlí středně velká černá díra s hmotností méně než 1 % hmotnosti hvězdokupy. Horní mez odhadované hmotnosti černé díry je 6 000 hmotností Slunce.